# Lada-klassen
|  | Denne artikel handler om en russiskproduceret ubådsklasse, for informationer om den russiske bilproducent se Lada |
Lada-klassen (Projekt 677 Лада, eller nogle gange som Sankt Petersborg-klassen efter det første skib i klassen) er en aktuel ubåds-klasse bygget i Rusland, primært til den russiske flåde udviklet af det russiske firma Rubin Design. Lada-klassen er den fjerde dieselelektriske ubådsgeneration efter den kolde krigs ophør.
Der er tænkt fem varianter af klassen:
- Projekt 677
  - Lada: Til den russiske flåde.
  - Amur 1650: Ikke færdigudviklet.
  - Amur 950: Eksportvariant med SS-N-26, men også med SS-N-27 (Klub-S)
  - Amur 1850: Største eksportvariant med faciliteter til specialstyrker.
  - Amur 550: Mindste eksportvariant til kystnære operationer.

## Lada

### Udviklingshistorie
Denne ubådsklasse blev udviklet i 1990'erne som efterfølgeren til den berømte Kilo-klasse (Projekt 877 Paltus). Klassen er udviklet specielt til den russiske flådes operationsmønster som en konventionelt fremdrevet undervandsbåd. Disse operationer omfatter blandt andet lavvandede kystnære områder såvel som arktiske og tropiske forhold, specialoperationer, beskyttelse af missilubåde samt støtte til egne overfladeenheder og forsvar af russisk territorialfarvand.
Den 26. december 1997 påbegyndte man bygningen af den første enhed, B585 Sankt Peterborg, på Admiralitetsværftet i Sankt Petersborg under stor mediebevågenhed. Værftet begyndte konstruktionen for egne midler men blev senere støttet af marinen.
Den 28. oktober 2004 blev skibet, igen under mediebevågenhed, søsat. Skibet, med pennantnummeret B585, blev navngivet Sankt Petersborg. Sankt Petersborg blev derefter fremvist på International Marine Defense Show 2005 messen i juni/juli. Fartøjet gennemgik i 2006 sine søprøver og indgik herefter i Østersøflåden.
Den 28. juli 2005 blev den anden båd i klassen køllagt. B586 Kronstadt begyndte sine søprøver i 2007. Den 10. november 2006 begyndte man arbejdet på den tredje undervandsbåd, B587 Sevastopol, der efter færdiggørelse skal overdrages til Sortehavsflåden. Den russiske flåde planlægger omkring 40 enheder i klassen. Disse skal erstatte de aldrende skibe i Nordsøflåden, Stillehavsflåden, Østersøflåden og Sortehavsflåden.
I 2009 blev det offentliggjort at der var problemer med de hydroakustiske udstyr, kampinformationssystemet og generatorsystemerne. På grund af disse problemer bliver kommandohejsningen på begge både udsat på ubestemt tid.

### Design
Lada-klassen er den første enkeltskrogede ubåd bygget til Ruslands flåde siden Alfa-klassen, det vil sige at formskroget og trykskroget er et og samme skrog. Den maksimale dykkedybde er angivet til 300 meter.
Trykskroget der er delt op i fem afdelinger. Disse er fra for til agter som følger:
- Torpedorummet
- Operationsrummet
- Opholdsfaciliteter
- Dieselmaskinrum
- Elektromaskinrum

Torpedorummet og elektromaskinrummet fungerer som redningssluser i tilfælde af nødstilfælde og er indrettet således at et DSRV-redningssystem kan tilsluttes. I tårnet findes der desuden to oppustelige redningsflåder med kapacitet til 20 personer i hver.
Maskinerne, pumperne og alt udstyr er vibrationsdæmpet og skroget er belagt med en lydabsorberende belægning. Lada-klassen skulle derfor være væsentlig mere støjsvag end den ellers støjsvage Kilo-klasse. Den lyddæmpende belægning på skroget dæmper samtidig også refleksionerne fra sonarstrålerne og minimerer risikoen for at blive opdaget af fjendtlige antiubådsenheder.
Ved brug af automatisering har man kunne reducere mandskabet med omkring 35 mand. Et elektronisk skibskontrolsystem kontrollerer den tekniske side af skibet og skibets udholdenhed er angivet til 45 dage.

### Bevæbning og udrustning
Lada-klassen er udrustet med seks torpedorør på 533 mm i stævnen. De kan medbringe op til 18 USET-80K torpedoer eller Klub-S antiskibsmisssiler. Ved udelukkende at medbringe søminer er klassen i stand til at medbringe op til 24 styk, afhængig af typen. Derudover findes der faciliteter til at ind- og udsluse specialstyrker.

### Enheder
Den første Projekt 677 ubåd blev køllagt den 26. december 1997 i konstruktionshallen på Admiraltejskije værftet i Sankt Petersborg. Værftet påbegyndte bygningen ved hjælp af tidligere tegninger for egen foranstaltning. Konstruktionen standsede dog ret hurtigt på grund af finansielle vanskeligheder. Også i fagpressen var der ikke meget dækning af projektet men det forventedes dog at undervandsbåden var klar til levering omkring 2002. Under Putin flød de statslige midler dog igen tilbage til bygningen og den 28. oktober 2004 blev fartøjet trukket ud af konstruktionshallen og søsat. Efter undervandsbådens navngivning til B585 Sankt Peterborg, blev den flyttet til en udrustningskaj, og blev fremvist på den maritime messe IMDS-2005 i Sankt Petersborg i slutningen af juni 2005. Ubåden skulle efter planen overdrages til flåden i 2006, men på grund af vedholdende problemer foregik leveringen først i maj 2010. I mellemtiden har Admiraltejskije-værftet påbegyndt bygningen af yderligere to skibe i klassen: B586 Kronstadt blev køllagt den 27. juli 2005 og B587 Sevastopol den 10. november 2006. Den russiske flåde har udtrykt et behov for op til 40 ubåde, men den problemerne for den første og forløbet for de næste to ubåde vil fungere som målestok for antallet af fremtidige anskaffelser.

## Amur 1850
Amur 1850 var den største variant en eksportkunde kunne vælge. Af finansielle grunde blev udviklingen stoppet. Derfor er denne versions kapaciteter ikke helt fastlagte.

## Amur 1650
Amur 1650-varianten er basalt set kun en Lada med forandret og færre elektroniske komponenter. Køllægningen af den første ubåd fandt sted den 26. december 1997. Båden blev konstrueret for en ikke navngiven flåde. Man spekulerede på hvorvidt køberen var Indien eller Kina, da begge lande ønsker at anskaffe en ny ubåd, men igen af de to lande har købt ubåden. Indien har hidtil benyttet Kilo-klassen, men har bestilt seks fransk/spansk-producerede ubåde af Scorpene-klassen. Kina bestilte i 2002 yderligere otte ubåde af Kilo-klassen i tillæg til de fire man allerede har købt.
Derudover har Venezuelas Præsident Hugo Chávez udtrykt interesse i to eller tre skibe og forventes snart at indgå i forhandlinger med værftet.

## Amur 950
Denne variant, Amur 950, er udviklet med et specielt VLS til antiskibsmissiler, det er første gang en konventionel ubåd er udstyret med et VLS. Systemet er placeret agten for tårnet og har en vis lighed med den gamle Yankee-klasse. Versionen er i stand til at affyre SS-N-26 (P-800 Yakhont) missiler mod enten land- eller sømål på op til 300 kilometers afstand. På grund af missilernes placering i individuelle rør er en ubåd i stand til at affyre alle sine missiler indenfor to minutter. Desuden blokerer missilerne ikke torpedorørene. Indonesien har udvist interesse i versionen, og overvejer at bestille 4 ubåde.

## Amur 550
Udviklingen for denne version blev også indstillet. Dette udkast blev designet udelukkende med kystnære operationer for øje.

## Tekniske data
|                                   | Lada                          | Amur 1850                     | Amur 1650                     | Amur 950                      | Amur 550                      |
| --------------------------------- | ----------------------------- | ----------------------------- | ----------------------------- | ----------------------------- | ----------------------------- |
| Deplacement (uddykket)            | 1.765 tons                    | 1.900 tons                    | 1.765 tons                    | 700 tons                      | 550 tons                      |
| Deplacement (neddykket)           | 2.300 tons                    | 2.600 tons                    | 2.300 tons                    | 1.550 tons                    | 700 tons                      |
| Dimensioner                       | 66,70×7,10×6 meter            | 72×7,10×6 meter               | 66,70×7,10×6 meter            | 58,80×5,65×6 meter            | 46×4,40×3 meter               |
| Diameter på formskroget           | 6,8 meter                     | 6,8 meter                     | 6,8 meter                     | 6,8 meter                     | 6,8 meter                     |
| Fremdrivning                      | 2× dieselmotorer (2× 1250 kW) | 2× dieselmotorer (2× 1250 kW) | 2× dieselmotorer (2× 1250 kW) | 2× dieselmotorer (2× 1250 kW) | 2× dieselmotorer (2× 1250 kW) |
| Fremdrivning                      | 1× elektromotor (4100 kW)     |                               |                               |                               |                               |
| Hastighed (uddykket)              | 11 knob                       | 11 knob                       | 11 knob                       | 11 knob                       | 11 knob                       |
| Hastighed (neddykket)             | 21 knob                       | 21 knob                       | 21 knob                       | 20 knob                       | 18 knob                       |
| Rækkevidde (elektromotor, 3 knob) | 650 sømil                     | 650 sømil                     | 650 sømil                     | 350 sømil                     | 250 sømil                     |
| Rækkevidde (dieselmotor, 7 knob)  | 6.000 sømil                   | 6.000 sømil                   | 6.000 sømil                   | 3.000 sømil                   | 1.500 sømil                   |
| Udholdenhed                       | 45 dage                       | 60 dage                       | 45 dage                       | 30 dage                       | 20 dage                       |
| Testdybde                         | 300 meter                     | 300 meter                     | 300 meter                     | 300 meter                     | 300 meter                     |
| Torpedorør                        | 6                             | 6                             | 6                             | 4                             | 4                             |
| Torpedoer eller SS-N-27           | 24                            | 24                            | 24                            | 12                            | 12                            |
| SS-N-26                           | -                             | -                             | -                             | 10                            | -                             |
| Miner                             | 24                            | 24                            | 24                            | -                             | 12                            |
| Udholdenhed                       | 35 mand                       | 45 mand                       | 35 mand                       | 25 mand                       | 25 mand                       |